# Historia podwodna
Historia podwodna – pierwszy solowy album Lecha Janerki, nagrany po jego odejściu z grupy Klaus Mitffoch w 1986 roku. 
Album w zasadzie stanowił kontynuację muzyki granej przez Klausa Mitffocha, lecz pojawiły się już na nim mniej nowofalowe, a bardziej rozbudowane kompozycje, noszące piętno indywidualnej twórczości Lecha Janerki. O różnicy stanowiło zwłaszcza użycie wiolonczeli, które nadało muzyce charakterystyczne brzmienie. Dwa utwory – „Ta zabawa nie jest dla dziewczynek” i „Jest jak w niebie” znalazły się na analogowym SP (S-603) wydanym również przez Tonpress KAW w 1986.
Nagrany w 1986 w studio Tonpress KAW przez Włodzimierza Kowalczyka. Wydany jako analogowy LP w 1986 przez Tonpress KAW, w 2003 jako CD przez A.A. MTJ (CD 10246). Wersja CD, mimo iż poddana remasteringowi, ukazała się w wersji monofonicznej.

## Lista utworów
Muzyka i słowa – Lech Janerka
1. „Lola (chce zmieniać świat)” – 2:55
2. „Epidemia epilepsji” – 4:50
3. „Konstytucje” – 3:28
4. „Reformator” – 3:43
5. „Tryki na start” – 4:26
6. „Niewole” – 3:48
7. „Jest jak w niebie” – 4:35
8. „Historia podwodna” – 5:33
9. „Ta zabawa nie jest dla dziewczynek” – 6:22

## Twórcy
- Lech Janerka – śpiew, gitara basowa
- Bożena Janerka – wiolonczela
- Janusz Rołt – perkusja
- Krzysztof Pociecha – gitara

oraz 
- Małgorzata Ostrowska – śpiew w "Epidemia epilepsji" i w "Historia podwodna"
- Tomasz Pierzchalski – saksofon
- Wojciech Konikiewicz – fortepian, syntezatory w "Lola (chce zmieniać świat)", w "Jest jak w niebie" i w "Ta zabawa nie jest dla dziewczynek"
- Wiesław Mrozik – gitara w "Konstytucje"
- Eugeniusz Obarski – Yamaha DX7